# Савченко Іван Тихонович
Іван Тихонович Савченко (9 березня 1908, село Новомиколаївка Області Війська Донського, тепер Азовського району Ростовської області, Російська Федерація — 5 вересня 1999, місто Москва, Російська Федерація) — радянський діяч органів державної безпеки, заступник голови КДБ при Раді міністрів СРСР, генерал-лейтенант (25.04.1975).

## Життєпис
Народився в родині селянина-середняка.
У червні 1923 — липні 1925 року навчався в трудовій школі міста Таганрогу. З липня 1925 по червень 1930 року — студент Таганрозького індустріального технікуму (диплом виданий металургійним інститутом міста Кам'янського в 1930 році).
З червня 1930 року — завідувач рудного двору, керівник безперервного виробничого навчання, помічник начальника доменного цеху, старший інженер-методист, завідувач навчальної частини курсів майстрів соціалістичної праці, начальник зміни доменного цеху металургійного заводу імені Дзержинського міста Кам'янки (Дніпродзержинська) Дніпропетровської області.
Член ВКП(б) з жовтня 1939 року.
У травні 1941 — березні 1942 року — секретар партійного бюро доменного цеху Дніпровського металургійного заводу імені Дзержинського міста Дніпродзержинська.
З березня 1942 року працював у Комісії партійного контролю при ЦК ВКП(б): контролер, заступник уповноваженого КПК при ЦК ВКП(б) по Чкаловській області. З квітня 1943 по квітень 1944 року — відповідальний контролер КПК при ЦК ВКП(б), з квітня 1944 по травень 1946 року — уповноважений КПК при ЦК ВКП(б) по Молотівській області РРФСР, з травня 1946 по червень 1947 року — уповноважений КПК при ЦК ВКП(б) по Ворошиловградській області УРСР.
З червня 1947 по листопад 1948 року — заступник начальника Управління кадрів при ЦК КП(б) України
У грудні 1948 — грудні 1950 року — завідувач планово-фінансово-торгового відділу ЦК КП(б)У.
У грудні 1950 — березні 1951 року — інспектор ЦК ВКП(б) у Москві.
20 березня — серпень 1951 року — завідувач сектора відділу партійних, профспілкових та комсомольських органів ЦК ВКП(б).
26 серпня 1951 — 3 липня 1952 року — заступник міністра державної безпеки СРСР.
28 червня 1952 — 12 березня 1953 року — начальник Головного управління спеціальної служби при ЦК ВКП(б) (ЦК КПРС).
12 березня 1953 — 18 березня 1954 року — начальник 8-го Управління Міністерства внутрішніх справ (МВС) СРСР.
У 1954 році закінчив заочно Вищу партійну школу при ЦК КПРС.
13 березня 1954 — 6 липня 1959 року — заступник голови Комітету державної безпеки (КДБ) при Раді міністрів СРСР.
11 липня 1959 — 14 лютого 1967 року — голова КДБ при Раді міністрів Молдавської РСР.
14 лютого 1967 — липень 1969 року — керівник Представництва КДБ СРСР при МВС Угорщини.
У липня 1969 — листопаді 1979 року — керівник Представництва КДБ СРСР при МВС Болгарії.
З травня 1980 року — у відставці в місті Москві.
Помер 5 вересня 1999 року. Похований на Троєкуровському цвинтарі Москви.

## Звання
- полковник (4.01.1954)
- генерал-майор (31.05.1954)
- генерал-лейтенант (25.04.1975)

## Нагороди
- орден Леніна (30.10.1967)
- орден Жовтневої Революції (13.12.1977)
- два ордени Трудового Червоного Прапора (23.01.1948, 28.03.1958)
- орден Георгія Димитрова (Болгарія) (.03.1978)
- медалі